# Socialist Workers Party (Vereinigte Staaten)
Die Socialist Workers Party (SWP) (engl. Sozialistische Arbeiterpartei) ist eine sozialistische Kleinpartei in den Vereinigten Staaten von Amerika. Sie wurde 1938 gegründet und war eine der Gründungsorganisationen der Vierten Internationale. Bis in die 1980er Jahre war sie mit fast 1000 Mitgliedern die größte Organisation der radikalen Linken in den USA.
Kandidat der SWP für die US-Präsidentschaftswahlen von 1948 bis 1960 war Farrell Dobbs. 1976 kandidierte Peter Camejo und erzielte über 90.000 Stimmen. Bei den Präsidentschaftswahlen 2008 trat Róger Calero an, als Vizepräsident Alyson Kennedy. 1990 beendete die SWP ihre Mitgliedschaft in der Vierten Internationale zugunsten der Pathfinder Tendency, einem Verbund ehemaliger trotzkistischer Parteien. 